# Джусти, Джузеппе
Джузе́ппе Джу́сти (итал. Giuseppe Giusti, 13 мая 1809 — 31 марта 1850), тосканский поэт-сатирик.

## Биография
Родился 13 мая 1809 года в Монсуммано.
Приобрёл известность стихами и песнями (авторское определение жанра — «шутки», итал. scherzi), опиравшимися как на итальянские сатирические традиции, так и на творчество Пьера Беранже. Сторонник объединения Италии; критиковал амбиции итальянских «тиранов малого формата» и австрийские власти, владевшие в то время северной частью страны, мещан, «покупающих» титулы, разврат и продажность общества и проч. Не ограничиваясь «сатирой на лица», был склонен и к ярким философским формулировкам; талант его признавался практически всеми современниками. Серьёзно занимался Данте, работал над комментариями к «Божественной комедии».
В 1848 году, в период революций и волнений в Европе, активно участвовал в политической деятельности, избирался в парламент, но вскоре разочаровался в мелочной политической борьбе и оставил своё место.
Умер во Флоренции 31 мая 1850 года.
Полное собрание его стихотворений издано во второй половине века будущим нобелевским лауреатом Джозуэ Кардуччи.
В России XIX века стихи Джузеппе Джусти, как и песни Пьера Беранже, переводились демократическими публицистами, добавлявшими аллюзии на положение дел в стране («эзопов язык»): известность получили его стихи в переводах Николая Курочкина. В XX веке лучшие стихотворения Джусти переводились Евгением Солоновичем и другими переводчиками-итальянистами; выходило издание в серии «Литературные памятники».